# تجمع عبول (غيل بن يمين)

تعديل مصدري - تعديل

تجمع عبول هي إحدى قرى عزلة غيل بن يمين بمديرية غيل بن يمين التابعة لمحافظة حضرموت، بلغ تعداد سكانها 81 نسمة حسب تعداد اليمن لعام 2004.